# Heterochelus
Heterochelus är ett släkte av skalbaggar. Heterochelus ingår i familjen Melolonthidae.

## Dottertaxa tillHeterochelus, i alfabetisk ordning[1]
- Heterochelus adspersus
- Heterochelus albosetosus
- Heterochelus alienus
- Heterochelus amabilis
- Heterochelus analis
- Heterochelus anomalus
- Heterochelus armatus
- Heterochelus armipes
- Heterochelus arthriticus
- Heterochelus aurantiacus
- Heterochelus auricollis
- Heterochelus baini
- Heterochelus barkeri
- Heterochelus bicolor
- Heterochelus bidentatus
- Heterochelus bimaculatus
- Heterochelus bimucronatus
- Heterochelus binotatus
- Heterochelus bipartitus
- Heterochelus bisignatus
- Heterochelus bivittatus
- Heterochelus blandulus
- Heterochelus braunsi
- Heterochelus brincki
- Heterochelus burmeisteri
- Heterochelus capicola
- Heterochelus carus
- Heterochelus centralis
- Heterochelus chiragricus
- Heterochelus citrinus
- Heterochelus coccineus
- Heterochelus comosus
- Heterochelus concinnus
- Heterochelus connatus
- Heterochelus consanguineus
- Heterochelus consors
- Heterochelus controversus
- Heterochelus cristaticeps
- Heterochelus croceipennis
- Heterochelus defector
- Heterochelus delkeskampi
- Heterochelus detritus
- Heterochelus dissidens
- Heterochelus ditus
- Heterochelus diversus
- Heterochelus egens
- Heterochelus egenus
- Heterochelus elegans
- Heterochelus emeritus
- Heterochelus escourtianus
- Heterochelus exactor
- Heterochelus fallaciosus
- Heterochelus femoralis
- Heterochelus festivus
- Heterochelus flavus
- Heterochelus forcipatus
- Heterochelus formosus
- Heterochelus forsteri
- Heterochelus fraternus
- Heterochelus fraudulentus
- Heterochelus freudei
- Heterochelus freyi
- Heterochelus furoninus
- Heterochelus gifensis
- Heterochelus gonager
- Heterochelus gracilis
- Heterochelus griseus
- Heterochelus guillarmodi
- Heterochelus hayeki
- Heterochelus hessei
- Heterochelus humeralis
- Heterochelus hybridus
- Heterochelus icterus
- Heterochelus incongruus
- Heterochelus indigens
- Heterochelus inornatus
- Heterochelus insignis
- Heterochelus jucundulus
- Heterochelus junodi
- Heterochelus karrooanus
- Heterochelus latipes
- Heterochelus latus
- Heterochelus leoninus
- Heterochelus lituratus
- Heterochelus longicollis
- Heterochelus lugens
- Heterochelus lydenburgensis
- Heterochelus maculatus
- Heterochelus manowanus
- Heterochelus melanopygus
- Heterochelus mimus
- Heterochelus minutus
- Heterochelus miserabilis
- Heterochelus molestus
- Heterochelus mucronatus
- Heterochelus multidentatus
- Heterochelus murinus
- Heterochelus namibensis
- Heterochelus natalensis
- Heterochelus nigrotusus
- Heterochelus nubilus
- Heterochelus nudus
- Heterochelus obfuscatus
- Heterochelus ochraceus
- Heterochelus omissus
- Heterochelus optivus
- Heterochelus oreopygus
- Heterochelus ovamboensis
- Heterochelus pachyglutus
- Heterochelus pachymerus
- Heterochelus parapygidialis
- Heterochelus parentalis
- Heterochelus parilis
- Heterochelus parvulus
- Heterochelus pauperatus
- Heterochelus pavidus
- Heterochelus pentheri
- Heterochelus persimilis
- Heterochelus pickeri
- Heterochelus placatus
- Heterochelus podagricus
- Heterochelus poweri
- Heterochelus praestabilis
- Heterochelus promontorii
- Heterochelus pseudopygidilais
- Heterochelus puerilis
- Heterochelus pulverosus
- Heterochelus pygidialis
- Heterochelus quadratus
- Heterochelus rudebecki
- Heterochelus rufimanus
- Heterochelus saldanhensis
- Heterochelus scheini
- Heterochelus senex
- Heterochelus senilis
- Heterochelus serripes
- Heterochelus sexlineatus
- Heterochelus shilouvanus
- Heterochelus similis
- Heterochelus simulans
- Heterochelus simulator
- Heterochelus sobrinus
- Heterochelus soricinus
- Heterochelus spretus
- Heterochelus striatus
- Heterochelus stuckenbergi
- Heterochelus subpilosus
- Heterochelus subvittatus
- Heterochelus sulcatus
- Heterochelus sulphureus
- Heterochelus suspectus
- Heterochelus swierstrai
- Heterochelus timidus
- Heterochelus tridens
- Heterochelus tristis
- Heterochelus trunculus
- Heterochelus turneri
- Heterochelus unguiculatus
- Heterochelus unicolor
- Heterochelus vansoni
- Heterochelus viridicollis
- Heterochelus vitreus
- Heterochelus wittei
- Heterochelus vittiferus
- Heterochelus vulpecula
- Heterochelus vulpinus
- Heterochelus zumpti